# Spirit of Tasmania
TT-Line Company Pty. Ltd., más conocida por su nombre comercial Spirit of Tasmania (en español: Espíritu de Tasmania), es la empresa operadora del servicio de ferry-crucero que cruza el estrecho de Bass, uniendo la  isla de Tasmania con Melbourne, la capital del estado de Victoria.

## Historia

### Antecedentes
El transporte marítimo entre Victoria y Tasmania era efectuado por la empresa federal Australia National Line. En 1985, la empresa anunció que planeaba interrumpir la prestación de los servicios de pasajeros y transporte de vehículos (Ro-Ro). En este contexto, el gobierno del estado de Tasmania, asume la prestación del servicio.
El 1 de noviembre de 1993 la empresa TT-Line es formada como una empresa que funciona bajo derecho privado y cuyo único accionista es el Gobierno de Tasmania.

### Catamarán
En 1997 fueron introducidos barcos catamaranes de alta velocidad. Sin embargo, el diseño de este tipo de barcos no resultaron adecuados para las difíciles condiciones meteorológicas en el estrecho de Bass y frecuentemente el servicio debía suspenderse por causas climáticas.
Los catamaranes fueron reemplazados, en 2002, por dos transbordadores construidos en Finlandia en 1998.

## Servicios
La empresa brinda todos los días un servicio nocturno, en cada sentido, entre el puerto de Melbourne, en el estado de Victoria y Devonport en Tanzania. El trayecto insume de 9 a 11 horas.
Durante los períodos de mayor afluencia de pasajeros, que coinciden con la temporada de turismo, se establece un servicio diurno adicional en cada sentido.
En 2004, la adquisición de un tercer barco permitió implementar un servicio entre Sídney y Devonport. El viaje demandaba 22 horas. Sin embargo, el incremento en el costo de los combustibles y las expectativas de disminución de los flujos de turismo interno en Australia, llevaron a la empresa a suspender el servicio en 2006.

## Flota

### Buques en servicio
- Spirit of Tasmania I
- Spirit of Tasmania II

### Buques desafectados del servicio
- Abel Tasman (1985–1994), renombrado Theofilos, perteneciente a Compañía Marítima de Lebos S.A. (Grecia).
- Incat 045 Tascat (1997), renombrado Condor Rapide perteneciente a Condor Ferries.
- Incat 046 Devil Cat (1997-1998 1999-2002), renombrado T&T Express perteneciente a Trinidad and Tobago.
- Incat 050 Devil Cat (1998–1999), renombrado Incat 050 perteneciente a Isle of Man Steam Packet Company.
- Incat 030 Condor 10 (1999), renombrado Condor 10 perteneciente a Condor Ferries.
- Spirit of Tasmania (1993–2002), renombrado Princess of Norway perteneciente a DFDS Seaways (Dinamarca)
- Spirit of Tasmania III (2003–2006), renombrado Mega Express Four perteneciente a Corsica Ferries (Italia)

## Galería

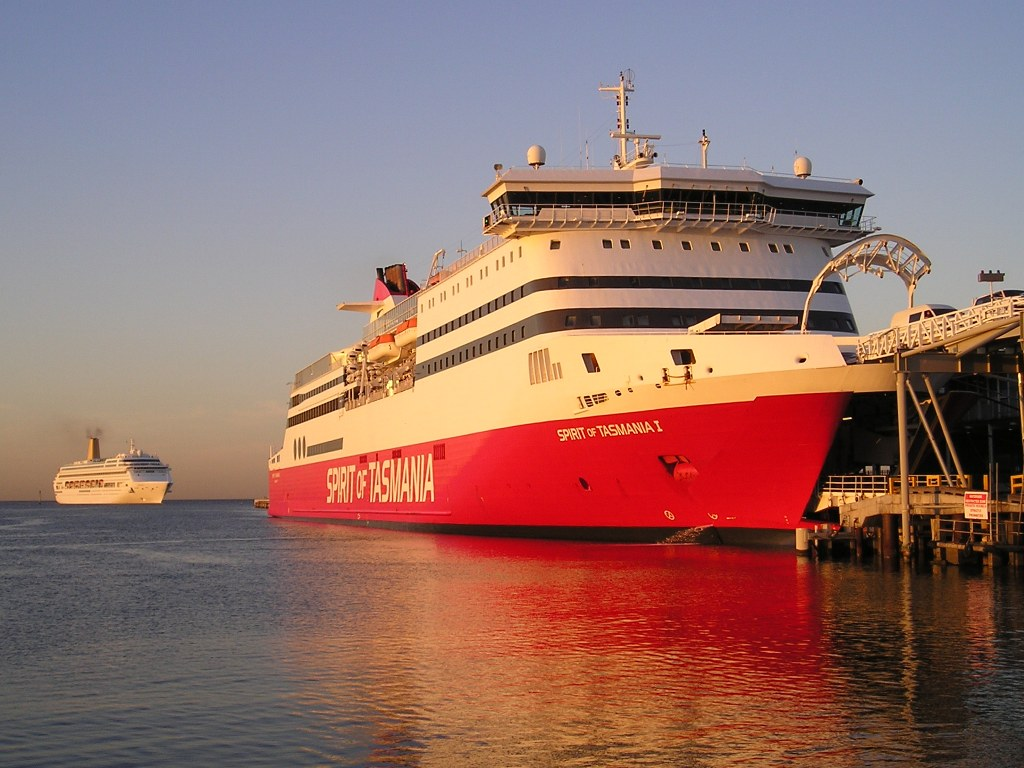
El Spirit of Tasmania I en Melbourne a fines del 2007. Destaca la descarga de vehículos, en dos niveles, por la proa.
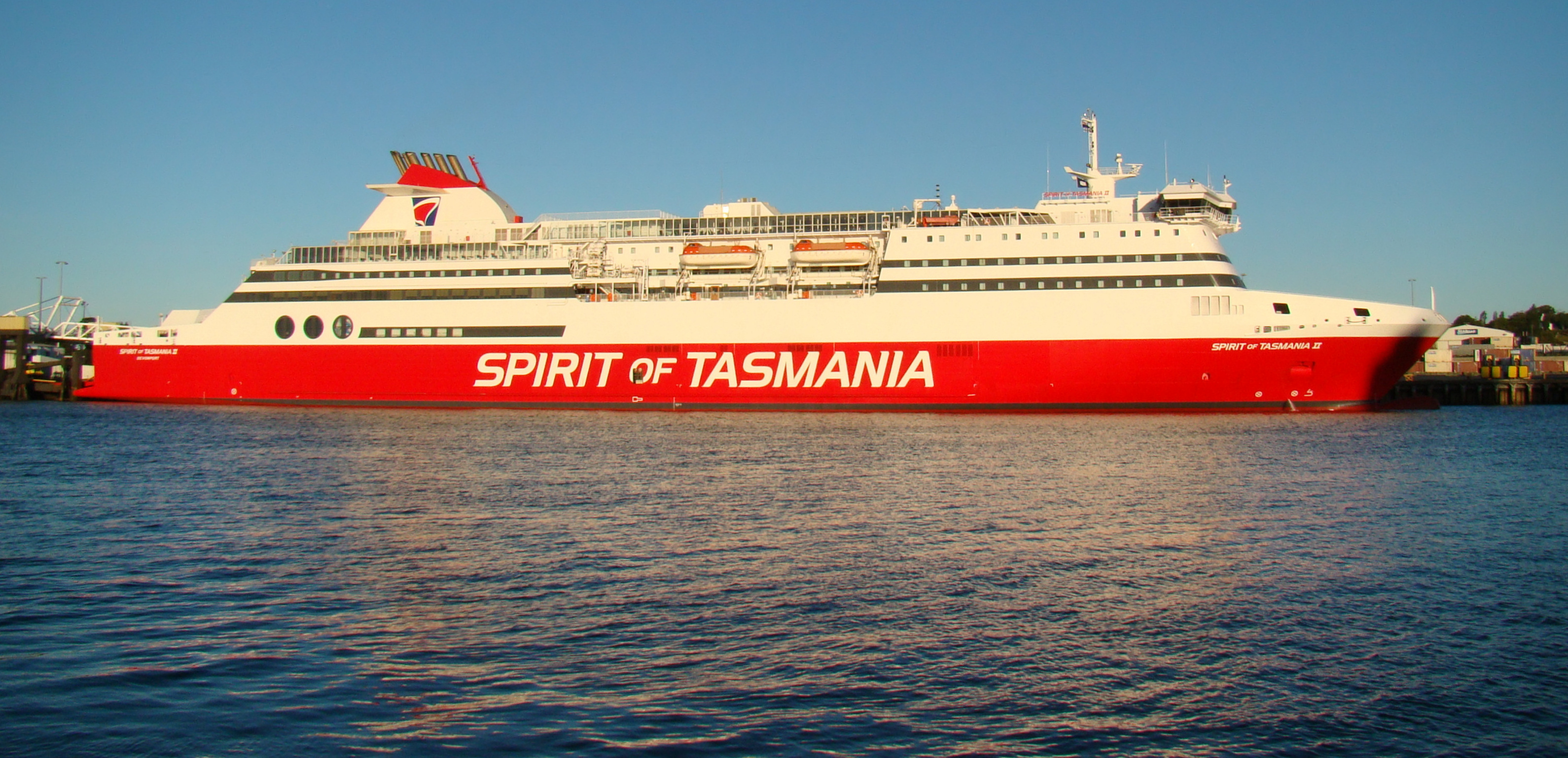
El Spirit of Tasmania II en Devonport. 17 de diciembre de 2008.
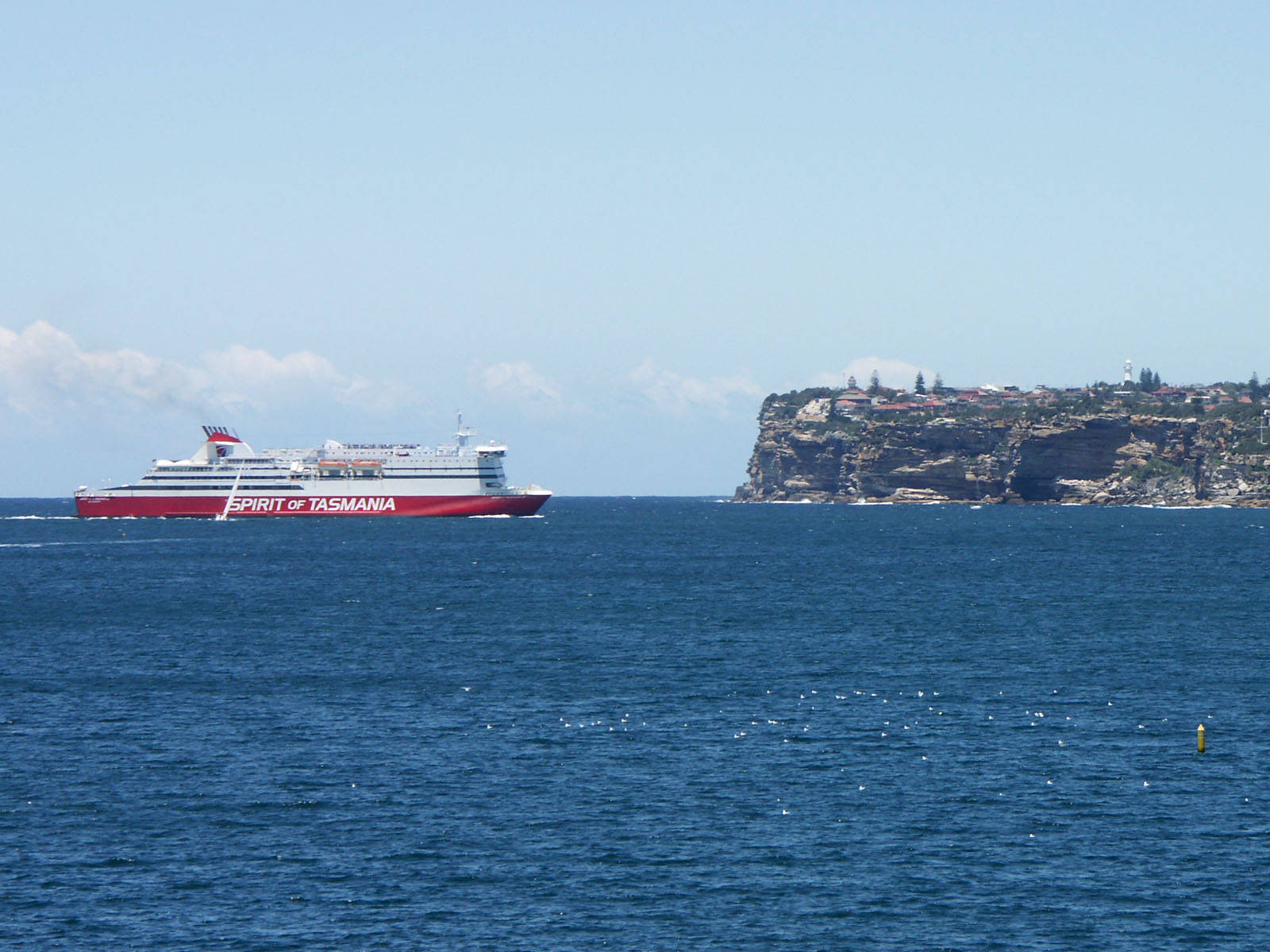
El Spirit of Tasmania III asignado a la ruta Devonport - Sídney, ingresando a la Bahía de Sídney.
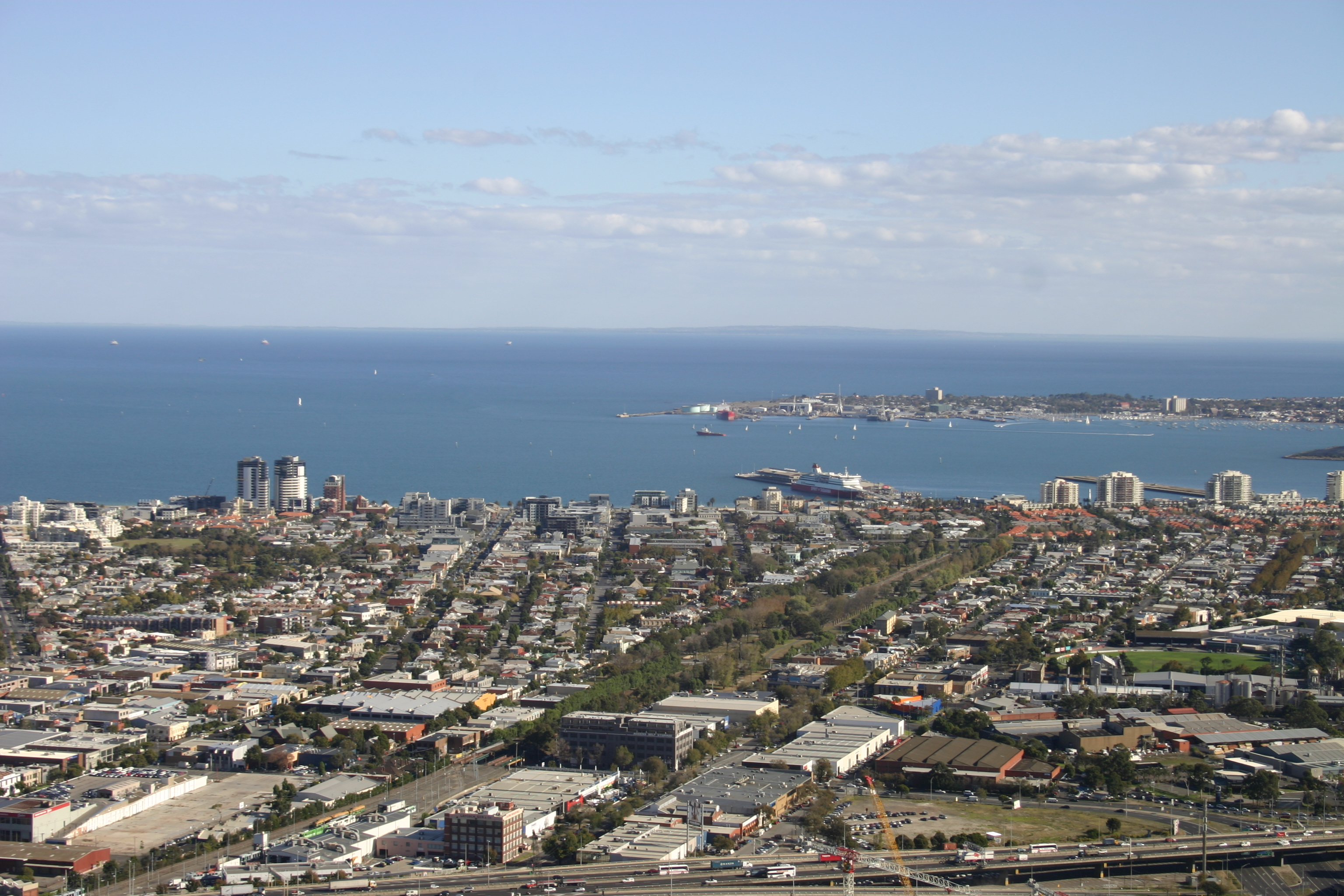
Spirit of Tasmania II en el puerto de Melbourne.